# Anselm Dreher

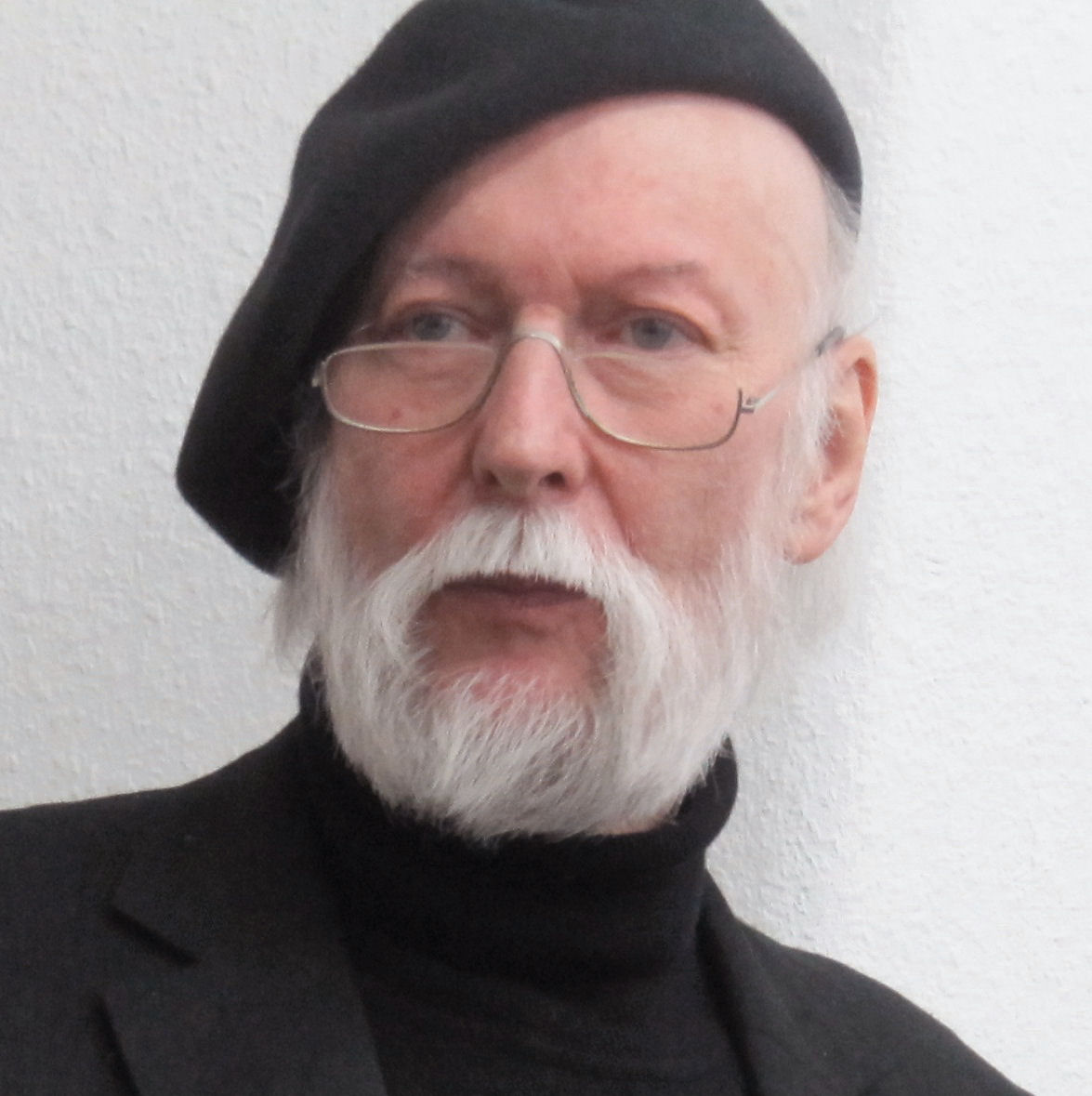

Anselm Dreher (* 21. Dezember 1940 in Berlin-Charlottenburg) ist ein deutscher Galerist und Herausgeber.

## Leben
Anselm Dreher studierte nach dem Abitur Kunstpädagogik und Malerei bei dem informellen Maler Fred Thieler an der Hochschule für Bildende Künste Berlin sowie Erziehungswissenschaften an der Freien Universität Berlin. 1967 erfolgte die Gründung der Galerie Anselm Dreher und des ersten Berliner Grafikrings, der Originalradierungen namhafter Künstler zu niedrigen Preisen vertrieb. Bis 1972 war er Dozent für druckgrafische Techniken. Von 1972 bis 1984 Zusammenarbeit mit Günter Grass und Herausgabe dessen Radierungen. Seit 1970 ist er verheiratet mit der konzeptuellen Malerin Margarete Dreher, Urururenkelin des Dichters und Arztes Justinus Kerner.
1968 war Dreher Mitbegründer und 1982–1984 Vorsitzender der Interessengemeinschaft Berliner Kunsthändler (IBK). 1978 war er Initiator der „Kunsttage Berlin“ für die IBK (Vorläufer der Berlin Art Week). 1983 war Dreher Initiator von „Kunst Konzentriert“ Gemeinschaftsprogramm Berliner Galerien (Vorläufer des Gallery Weekend) und des „Berliner Block“ Berliner Galerien auf der Art Cologne. 1984 war Dreher Initiator der „Kunstmeile“ Berliner Galerien am Kurfürstendamm (Vorläufer des Skulpturenboulevard Berlin).

## Galerie Anselm Dreher

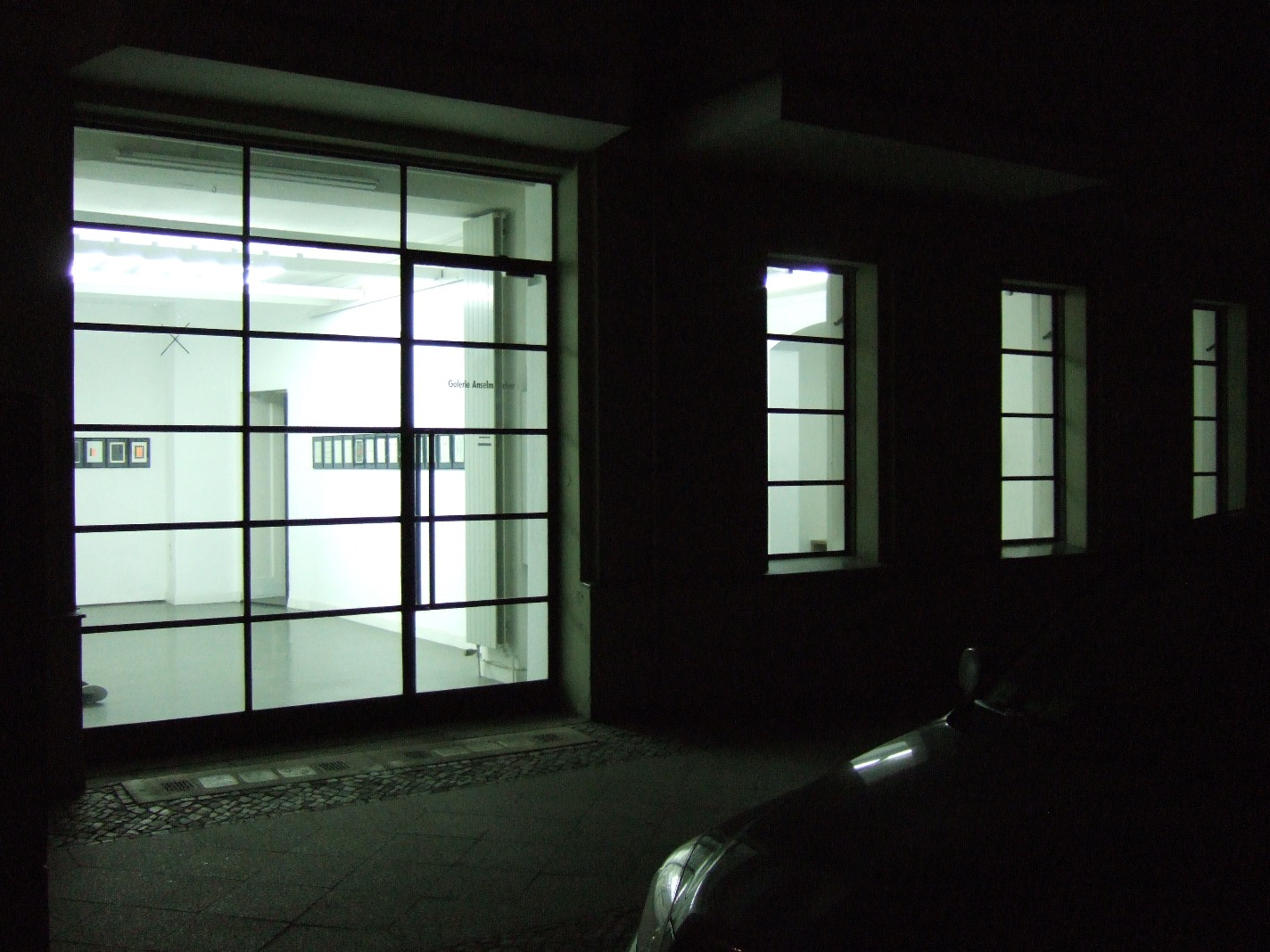
Galerie Anselm Dreher in der Pfalzburger Straße

1971 Umzug der Galerie nach Berlin-Wilmersdorf. Es folgte der Start eines internationalen Galerieprogramms mit Schwerpunkt Minimal Art und Konzeptkunst sowie thematischen Ausstellungen in dem Bestreben, die malereilastige Szene West-Berlins mit internationalen Kunstrichtungen zu konfrontieren.
Berliner Erst- und Einzelausstellungen der Künstler u. a. Carl Andre (1984, 1987 mit Donald Judd), John M. Armleder (1988, 1994, 1999, 2001, 2003, 2005, 2007), Anthony Caro (1980), Clegg & Guttmann (1987), ERRó (1971), Jochen Gerz (1977, 1988, 1991), IFP - Information Fiction Publicité (1989), Joseph Kosuth (1986), Bertrand Lavier (1996 mit Ange Leccia), Ange Leccia (1988, 1996 mit Bertrand Lavier), Joseph Marioni (1986 mit Günter Umberg), Matthew McCaslin (1996), Olivier Mosset (1991, 2001), Dennis Oppenheim (1995, 1997), Blinky Palermo (1983), Panamarenko (1974), Reiner Ruthenbeck (1985, 1988), Lee Ufan (1987), Alan Uglow (1995), Wolf Vostell (1975, 1977), Lawrence Weiner (1990), Rémy Zaugg (1987), Heimo Zobernig (1992, 1997, 2004, 2006, 2008, 2012, 2015), Margarete Dreher (1986, 1993, 2004), Arnold Dreyblatt (2003), Thomas Eller (1990), Ulrich Erben (1983), Adib Fricke (1991, 1994), Rolf Julius (1987, 1992, 1994, 1997, 2008, 2011), Volkhard Kempter (1996, 1998, 2001, 2002, 2005, 2007), Köbberling & Kaltwasser (2007, 2009), Gerhard Merz (1993), Gerold Miller (1998, 2001, 2002), Christiane Möbus (1995, 2006, 2010), David Polzin (2009, 2011, 2013), Michael Rutschky (2008, 2010, 2012), Eran Schaerf (1988), Eva-Maria Schön (1981, 1983, 1985, 1988, 1992), Günter Umberg (1984, 1986 mit Joseph Marioni)
Themenausstellungen u. a. mit John Baldessari, Christian Boltanski, Robert Filliou, Dan Flavin, Sylvie Fleury, Alfredo Jaar, Donald Judd, Imi Knoebel, Louise Lawler, Sol LeWitt, Jonathan Monk, Maurizio Nannucci, Bruce Nauman, Karin Sander, Keith Sonnier, Rirkrit Tiravanija. Von 1984 bis 1990 Förderkojen für junge Künstler auf der Kunstmesse Art Cologne.

## Auszeichnung
- 1999 Verleihung des Bundesverdienstkreuzes am Bande durch den Bundespräsidenten Roman Herzog für beispielhafte Kulturarbeit.

## Herausgeber und Autor
- 1979/80: Herausgeber von „Günter Grass – Werkverzeichnis der Radierungen“
- 1982/83: Herausgeber von „Zeichnen und Schreiben“ Das bildnerische Werk des Schriftstellers Günter Grass, Band I und II, Luchterhand-Verlag Darmstadt.
- 1997: Anselm Dreher/Heimo Zobernig: Lexikon der Kunst 1997. Edition Patricia Schwarz, Stuttgart 1997, ISBN 3-925911-30-8
- 2017: Anselm Dreher: Wo ist denn hier die Ausstellung ... Kehrer Verlag, Heidelberg, ISBN 978-3-86828-800-1